# Jerzy Jaworski
Jerzy Jaworski (ur. 1955) – polski matematyk, profesor nauk matematycznych. Specjalizuje się w matematyce dyskretnej i kryptologii. Nauczyciel akademicki Wydziału Matematyki i Informatyki Uniwersytetu im. Adama Mickiewicza w Poznaniu.

## Życiorys
Studia z matematyki ukończył na poznańskim UAM w 1978, gdzie następnie został zatrudniony i zdobywał kolejne awanse akademickie. Doktoryzował się w 1985 pracą pt. Odwzorowania losowe (promotorem pracy był prof. Ryszard Leśniewicz). Habilitował się w 2000 roku rozprawą pt. Wybrane zagadnienia ewolucji odwzorowania losowego. Tytuł naukowy profesora nauk matematycznych otrzymał w 2010. Pracuje jako profesor zwyczajny w Zakładzie Matematyki Dyskretnej Wydziału Matematyki i Informatyki UAM. Prowadzi zajęcia z matematyki dyskretnej. Zagraniczne staże naukowe odbywał m.in. w Uniwersytecie Łomonosowa w Moskwie (1982), w University of Florida w Gainesville (1986) oraz w Auburn University (1986-1987), w niemieckim University of Bielefeld (1990, 1995) oraz w Heriot-Watt University w szkockim Edynburgu (2004-2005 i 2010).
Swoje prace publikował w takich czasopismach jak m.in. "Random Structures & Algorithms", "Journal of Applied Probability" oraz "Ars Combinatoria":